# Гері Гупер
Гері Гупер (англ. Gary Hooper; нар. 26 січня 1988, Гарлоу) — англійський футболіст, нападник еміратського клубу «Галф Юнайтед». Відомий, зокрема, виступами за футбольний клуб «Селтік».

## Ігрова кар'єра
Народився 26 січня 1988 року в місті Гарлоу. Вихованець футбольної школи клубу «Тоттенгем Готспур». У дорослому футболі дебютував 2004 року виступами за команду клубу «Грейс Атлетік», в якій провів два сезони, взявши участь у 69 матчах чемпіонату. Згодом з 2006 по 2010 рік грав у складі команд клубів «Саутенд Юнайтед», «Герефорд Юнайтед» та «Сканторп Юнайтед».
Своєю грою за останню команду привернув увагу представників тренерського штабу клубу «Селтік», до складу якого приєднався 2010 року. Відіграв за команду з Глазго наступні три сезони своєї ігрової кар'єри. Більшість часу, проведеного у складі «Селтіка», був основним гравцем атакувальної ланки команди. У складі «Селтіка» був одним з головних бомбардирів команди, маючи середню результативність на рівні 0,66 голу за гру першості.
До складу клубу «Норвіч Сіті» приєднався 2013 року. Встиг відіграти за команду з Норвіча 44 матчі в національному чемпіонаті, забивши 12 голів.
2015 року був орендований клубом «Шеффілд Венсдей», з яким наступного року уклав повноцінний контракт.

## Титули і досягнення
- Чемпіонат Шотландії
  - Чемпіон (2): 2011–12, 2012–13
- Кубок Шотландії
  - Володар (2): 2010–11, 2012–13